# Kehf el Baroud
Kehf el Baroud, ook gespeld als Kelif el Boroud, is een abri en archeologische vindplaats nabij de stad Benslimane in de regio Rabat-Salé-Kénitra van Marokko.

## Genetica
Fregel et al. (2018) onderzocht de overblijfselen van 8 individuen begraven in Kehf el Boroud (ca. 3.780-3.650 v.Chr.) tijdens het late neolithicum. Het ene geëxtraheerde Y-DNA-monster behoorde tot de vaderlijke haplogroep T-M184, terwijl de zes geëxtraheerde MtDNA-monsters behoorden tot de moederlijke haplogroepen X2b (twee monsters), K1a1b1 (twee monsters), K1a4a1 en ten slotte T2b3, waarbij de andere onbepaald was.
De onderzochte individuen bleken genetische verwantschappen te vertonen met individuen begraven op de vroeg-neolithische vindplaatsen Ifri N'Amr Ou Moussa in Marokko en de grot van El Toro in Spanje. Er werd gemodelleerd dat ze voor ongeveer 50% afkomstig waren van vroege Europese landbouwers (EEF) en voor 50% van lokale Noord-Afrikaanse (Ifri N'Amr Ou Moussa) voorouders. Dit suggereert dat er tijdens het neolithicum sprake was van een aanzienlijke migratie van het Iberisch Schiereiland naar Noord-Afrika. Bovendien bleek dat ze een lagere hoeveelheid Sub-Sahara-Afrikaanse bijmenging hadden dan eerdere Noord-Afrikanen in Ifri N'Amr Ou Moussa, maar ook een lagere hoeveelheid dan de huidige Noord-Afrikanen. Dit suggereert dat er na hen trans-Sahara-migraties hebben plaatsgevonden. Bovendien hadden ze, in tegenstelling tot de eerdere Ifri N'Amr-populatie, een lichte huid en droegen ze verschillende allelen die geassocieerd worden met een lichte huid en lichte oogkleuren. 
De mensen van Kehf el Baroud bleken nauw verwant te zijn aan de inheemse Guanchen van de Canarische Eilanden waarmee ze vergelijkbare samenstellingen vertonen, en zijn de voorouders van de huidige Noord-Afrikaanse populaties.
Uit onderzoek van Simões, Luciana G et al. (2023) bleek dat Kehf el Baroud kan worden gemodelleerd als een mix van voorouders die in Noordwest-Afrika aanwezig waren tijdens de vroege en midden-neolithische periode (7.400-6.000 jaar geleden). De nieuwkomers uit Europa en de Levant brachten nieuwe levenswijzen, landbouwmethoden, domesticatie van geiten en schapen en aardewerktradities met zich mee. Deze verschillende genetische groepen leefden dicht bij elkaar: de lokale jagers-verzamelaars, landbouwers uit Iberië en herders uit de Levant.